# 헬무트 얀
헬무트 얀(Helumut Jahn, 1940년 1월 4일 ~ 2021년 5월 8일)은 독일계 미국인 건축가이다. 미국 시카고를 기반으로 시작하여 유럽, 남아프리카를 거쳐 아시아 각국에서 작품 활동을 해오고 있으며, 그의 대표적인 작품으로는 소니 센터, 수완나품 공항, 오헤어 국제공항, Veer towers, 멕콜믹 컨벤션 센터, 포스트 타워, 일리노이 공과대학교 기숙사, 일본 중앙 우체국 등이 있다.

## 작품성향
얀의 건축은 독일계 미국인 건축가 루트비히 미스 반 데어 로에의 영향을 받았으나 그의 건축은 포스트모더니즘의 성향을 주로 띄고 있으며 이후 90년대 이후의 작품들은 모던건축으로 변화되었다.

## 약력
1965년 뮌헨 공과대학교 (Technishe Hochschule)를 졸업하고 P.C. von Seidlein에서 일을 하였다, 이후 1966-1967년 시카고에 위치한 일리노이 공과대학에서 대학원을 수학하였다. 1967년 C.F. Murphy Associates 에 입사하여 1973년 부사장으로 역임하게 되었고, 1975년 건축사 자격증을 취득하였다. 1983년 대표(president)가 되면서 C.F. Murphy Associate에서 Murphy/Jahn으로 회사 이름을 바꾸었다.
2012년 10월 26일자로 얀은 프란시스코 곤잘레즈 퓰리도(영문: Francisco Gonzalez Pulido)를 공동 디자인 대표로 선임하고 회사명을 JAHN으로 개명하였다.
2021년 5월 8일 오후 3시 30분 (현지시간), 미국 일리노이주 캠프턴힐스에서 자전거를 타다 교통사고로 사망하였다.

## 작품
- 1990년 - 메세투름(Messeturm), 독일 프랑크푸르트
- 1999년 - 공항센터(Munich Airport Center), 독일
- 2000년 - 소니 센터(Sony Center), 독일[3]
- 2000년 - 쾰른/본 공항(Koln/Bonn Airport), 독일
- 2000년 - 임페리얼은행 타워 재개발(Imperial Bank Tower Renovation), 미국 캘리포니아 주
- 2001년 - HALO 본사(HALO HeadQuaters), 미국 일리노이 주[4]
- 2002년 - 독일 우체국(DHL,Zentrale Deutsche Post) 본사, 독일
- 2002년 - 바이어 본사(Bayer AG Konzernzentrale), 독일
- 2002년 - 겔러리아 Kaufhof 백화점(Galleria Kaufhof), 독일
- 2004년 - 멘헤이머 본사(Mannheimer 2), 독일
- 2004년 - 일리노이 공과대학교 기숙사(State Street Village at Illinois Institute Technology]), 미국 시카고
- 2005년 - 수완나품 국제공항(Suvarnabhumi Airport- New Bangkok International Airport), 태국 방콕
- 2006년 - 세로노 본사(Serono Headquarters), 스위스 제네바

## 참고 자료
- Jahn, Helmut; Sobek, Werner; Matthias, Schuler (2002년 9월 26일). 《Helmut Jahn Architecture Engineering》. Birkhuser Basel. 300쪽. 2015년 12월 11일에 확인함.
- 얀, 헬무트. “JAHN”. 《http://www.jahn-us.com/leadership/helmut-jahn》. 2015년 12월 13일에 원본 문서에서 보존된 문서. 2015년 12월 11일에 확인함. |웹사이트=에 외부 링크가 있음 (도움말)